# Jerzy Józef Biernat
Jerzy Józef Biernat (ur. 1948 w Krakowie) – polski projektant wzornictwa przemysłowego, prezes Związku Polskich Artystów Plastyków (27.09.2002–28.03.2010), członek później przewodniczący Rady Pozarządowych Organizacji Kulturalnych przy Ministrze Kultury, później przy Ministrze Kultury i Dziedzictwa Narodowego (2005–2011), przewodniczący Porozumienia Łazienki Królewskie zrzeszającego ponad 30 związków i stowarzyszeń twórców oraz artystów wykonawców (2003–2010), wiceprezes Stowarzyszenia Autorów i Wydawców „Polska Książka” (2009–2013).
Jest współczesnym twórcą harmonijnie godzącym twórczość w dziedzinach sztuki projektowania, sztuki warsztatowej oraz społecznej działalności zawodowej i kulturalnej. Odznaczony Srebrnym Medalem „Zasłużony Kulturze Gloria Artis” (26.10.2005) oraz Odznaką Zasłużonego Działacza Kultury (28.06.2005).

## Wykształcenie
Ukończył studia na Wydziale Form Przemysłowych Akademii Sztuk Pięknych w Krakowie. Dyplom uzyskał w 1977 r. Uprawia architekturę wnętrz oraz kształtowanie środowisk pracy, grafikę użytkową (herby, logotypy i znaki firmowe, opakowania, reklama, wydawnictwa) wzornictwo przemysłowe oraz rzeźbę autorską.

## Doświadczenie zawodowe
Pracuje jako niezależny designer, jest autorem projektów w zakresie wzornictwa przemysłowego, wielu rynkowych wyrobów eksportowych, posiadających zastrzeżenia ochronne, grafiki opakowań oraz programów promocyjnych i reklamowych. Prowadzi autorską wystawienniczą działalność rzeźbiarską, biorąc udział w 18 wystawach indywidualnych i zbiorowych.
Po zdobyciu I nagrody w konkursie „Projekt Roku 1978” skupił się na działalności realizacyjnej spójnych oraz kompleksowych opracowań przedsięwzięć zarówno dla małych firm jak i dużych przedsiębiorstw, zaś w działalności wystawienniczej do prezentacji poszukiwań autorskich. Od czasów ukończenia studiów realizuje autorski ekologiczny program Arbos design promując projekty wyrobów z użyciem surowców naturalnych.

## Ważniejsze projekty i realizacje w dziedzinie wzornictwa
- Komplet wyposażenia łazienek – Program rządowy nr 5 – IWP Warszawa;
- Fiat 126p – przedni napęd - FSM Bielsko - Biała;
- Elektryczne wózki golfowe, Melex WSK Mielec;
- Turystyczny sprzęt gazowy Predom, Świebodzice;
- Zestaw narzędzi ogrodowych – OBR Domgos;
- Komplet skrzynek narzędziowych – CHZ Inter-Vis Warszawa;
- Zestaw narzędzi ręcznych Fabryka Narzędzi „Kuźnia” w Sułkowicach,
- 3 Zestawy wkrętaków i narzędzi ręcznych Spółdzielnia „Wkrętaki” w Skarżysku Kamiennej:
- Jacht motorowy 505 open Stocznia Jachtowa w Augustowie,
- Jacht wiosłowo-żaglowy: 360 komfort, kajak 500, dostosowany do napędu mechanicznego - WIG Augustów;
- Bezpieczny plac zabaw dla dzieci, Logic Ball, Small hanger, Przybornik (opracowanie autorskie na Konkurs „Forma” Finlandia);
- Komplet dozowników lekarskich dla dzieci, Warszawa.
- Zestaw wyrobów drewnianych serii Arbos design „Firma A + H” Kraków;
- Znaki firmowe, grafika wydawnicza, grafika programów komputerowych, kształtowanie środowiska pracy, wzornictwo narzędzi dla leśnictwa (ponad 25 lat współpracy) – „Krameko” Sp. z o.o. Kraków.

Członek jury licznych ogólnopolskich i międzynarodowych konkursów, w tym Nagrody Ministra Kultury i Dziedzictwa Narodowego (2004, 2005, 2007, 2008) oraz konkursu Mecenas Kultury. Jako prezes ZPAP i przewodniczący Rady POK aktywnie uczestniczył we wprowadzaniu plastyki do szkolnictwa powszechnego po ponad trzydziestoletniej jej nieobecności w programie nauczania. Uczestnik i panelista – Sympozjum 11: Status prawny twórcy i dzieła sztuki na Kongresie Kultury Polskiej w Krakowie 23-25.09.2009 r. Dwukrotny komisarz artystyczny plenerów rzeźbiarskich w Hajnówce. Członek Rady Programowej Centrum Rzeźby Polskiej w Orońsku w dwóch kadencjach.